# Lyons (Nowy Jork)
Lyons – miasto w Stanach Zjednoczonych, w stanie Nowy Jork, w hrabstwie Wayne.